# Cantón Olmedo (Loja)
Ubicado al Suroeste del territorio Ecuatoriano. Olmedo es un cantón de la Provincia de Loja en Ecuador, su población estimada es de 4.902 habitantes; en su área urbana 682 habitantes; área rural 4220 habitantes .
Dentro de su Jurisdicción se desarrollan dos parroquias con 41 barrios. Olmedo (parroquia urbana) con su cabecera cantonal Olmedo, con 62.63 km cuadrados de extensión y 33 barrios. La Tingue (parroquia rural) con 51.76 km cuadrados de extensión y 8 barrios.
Es el cantón más pequeño de la provincia de Loja. La agricultura es la principal ocupación de sus pobladores, destacándose la producción de café y maní, así como gran variedad de productos frutales y granos.
Durante su época Colonial, estuvo poblado por los Paltas, un pueblo aguerrido y muy trabajador, que se dedicaba a producir herramientas de barro y otros utensilios de diferente índole. Como en cada pueblo con tradiciones, el cantón Olmedo goza de muchas tradiciones producto de la mezcla de sus culturas, perduran aún a través de los años los saberes ancestrales que se heredaron de sus antepasados los cuales son ampliamente reconocidos por su efectividad contra varias enfermedades.
Es considerado uno de los productores del mejor Café del Ecuador y del mundo, así lo confirma su participación en las 6 ediciones de Taza Dorada, en las que ha estado en el top de los 10 mejores cafés especiales del País, y ha sido bicampeón Nacional.

## Economía
La producción local se basa exclusivamente en la agricultura y la ganadería. Los principales productos agrícolas que se cultivan en la zona son café, maní, caña de azúcar, maíz, banano, y en menor proporción naranja y otros cítricos, piña, yuca, plátano, arveja, aguacate, zapote, mango, guaba, guayaba, chirimoya, granadilla, maracuyá, papaya, higuerilla y girasol. En lo que respecta a la ganadería en la zona, la principal producción es de ganado bovino, ovino, porcino, caprino, equino y aves de corral.
La caña de azúcar y el maní son la materia prima para industrializar algunos productos como la panela, dulces y bocadillos, que son muy apetecidos en las dos grandes ferias de Loja y en las principales fiestas de pueblos y ciudades de la provincia. La industrialización y comercialización de estos elaborados constituye también fuente de ingresos para numerosas familias del cantón.
En este se dan diversas manifestaciones artesanales, como son la elaboración de alforja tejido que se utiliza para la recolección de frutos o la elaboración de bocadillos, faldiqueras, rallado de frutas, melcochas y café y maní semindustrializado, entre otras.

## Clima
En el cantón Olmedo se distinguen dos tipos de clima: subtropical y templado, con una temperatura promedio de 22 °C y un régimen pluviométrico de 1.500 mm de lluvia en la época invernal (que va desde los meses de enero a mayo) y el resto de meses corresponden a la época seca o de verano.
El sistema hidrológico del cantón Olmedo forma parte de la gran cuenca hidrográfica del río Puyango, donde se inician y deslizan numerosos cauces de agua que forman vertientes y quebradillas menores. El principal problema que atraviesan las redes hidrográficas es la disminución permanente de sus caudales, llegando a desaparecer muchas de estas en los períodos secos del año.
| Parámetros climáticos promedio de Olmedo, Ecuador | Parámetros climáticos promedio de Olmedo, Ecuador | Parámetros climáticos promedio de Olmedo, Ecuador | Parámetros climáticos promedio de Olmedo, Ecuador | Parámetros climáticos promedio de Olmedo, Ecuador | Parámetros climáticos promedio de Olmedo, Ecuador | Parámetros climáticos promedio de Olmedo, Ecuador | Parámetros climáticos promedio de Olmedo, Ecuador | Parámetros climáticos promedio de Olmedo, Ecuador | Parámetros climáticos promedio de Olmedo, Ecuador | Parámetros climáticos promedio de Olmedo, Ecuador | Parámetros climáticos promedio de Olmedo, Ecuador | Parámetros climáticos promedio de Olmedo, Ecuador | Parámetros climáticos promedio de Olmedo, Ecuador |
| Mes                                               | Ene.                                              | Feb.                                              | Mar.                                              | Abr.                                              | May.                                              | Jun.                                              | Jul.                                              | Ago.                                              | Sep.                                              | Oct.                                              | Nov.                                              | Dic.                                              | Anual                                             |
| ------------------------------------------------- | ------------------------------------------------- | ------------------------------------------------- | ------------------------------------------------- | ------------------------------------------------- | ------------------------------------------------- | ------------------------------------------------- | ------------------------------------------------- | ------------------------------------------------- | ------------------------------------------------- | ------------------------------------------------- | ------------------------------------------------- | ------------------------------------------------- | ------------------------------------------------- |
| Temp. máx. abs. (°C)                              | 34.5                                              | 34.6                                              | 35.2                                              | 35.8                                              | 33.4                                              | 33.6                                              | 33.0                                              | 34.0                                              | 35.0                                              | 34.0                                              | 35.0                                              | 35.0                                              | 34.0                                              |
| Temp. máx. media (°C)                             | 26.9                                              | 27.0                                              | 27.1                                              | 27.0                                              | 27.1                                              | 26.8                                              | 26.0                                              | 27.0                                              | 27.4                                              | 27.6                                              | 27.9                                              | 27.6                                              | 27.1                                              |
| Temp. media (°C)                                  | 22.5                                              | 22.6                                              | 22.7                                              | 22.6                                              | 22.6                                              | 22.5                                              | 22.0                                              | 23.0                                              | 23.5                                              | 23.3                                              | 23.7                                              | 23.6                                              | 22.7                                              |
| Temp. mín. media (°C)                             | 19.0                                              | 19.0                                              | 19.0                                              | 19.0                                              | 18.0                                              | 18.0                                              | 17.0                                              | 17.0                                              | 17.0                                              | 17.0                                              | 17.0                                              | 17.0                                              | 18.0                                              |
| Temp. mín. abs. (°C)                              | 14.0                                              | 15.0                                              | 14.0                                              | 14.0                                              | 14.0                                              | 14.0                                              | 14.0                                              | 14.0                                              | 14.0                                              | 13.0                                              | 13.0                                              | 13.0                                              | 14.0                                              |
| Precipitación total (mm)                          | 120.7                                             | 220.6                                             | 189.6                                             | 118.7                                             | 61.0                                              | 38.0                                              | 6.8                                               | 0.2                                               | 0.6                                               | 4.2                                               | 10.8                                              | 26.7                                              | 797.9                                             |
| Días de precipitaciones (≥ 1.0 mm)                | 19                                                | 22                                                | 24                                                | 20                                                | 10                                                | 4                                                 | 2                                                 | 0                                                 | 1                                                 | 2                                                 | 3                                                 | 5                                                 | 117                                               |
| Fuente n.º 1: World Meteorological Organization   |                                                   |                                                   |                                                   |                                                   |                                                   |                                                   |                                                   |                                                   |                                                   |                                                   |                                                   |                                                   |                                                   |
| Fuente n.º 2: NOAA                                |                                                   |                                                   |                                                   |                                                   |                                                   |                                                   |                                                   |                                                   |                                                   |                                                   |                                                   |                                                   |                                                   |

## Economía
La producción local se basa exclusivamente en la agricultura y la ganadería. Los principales productos agrícolas que se cultivan en la zona son café, maní, caña de azúcar, maíz, banano, y en menor proporción naranja y otros cítricos, piña, yuca, plátano, arveja, aguacate, zapote, mango, guaba, guayaba, chirimoya, granadilla, maracuyá, papaya, higuerilla y girasol. En lo que respecta a la ganadería en la zona, la principal producción es de ganado bovino, ovino, porcino, caprino, equino y aves de corral.
La caña de azúcar y el maní son la materia prima para industrializar algunos productos como la panela, dulces y bocadillos, que son muy apetecidos en las dos grandes ferias de Loja y en las principales fiestas de pueblos y ciudades de la provincia. La industrialización y comercialización de estos elaborados constituye también fuente de ingresos para numerosas familias del cantón.
En este se dan diversas manifestaciones artesanales, como son la elaboración de alforja tejido que se utiliza para la recolección de frutos o la elaboración de bocadillos, faldiqueras, rallado de frutas, melcochas y café y maní semindustrializado, entre otras.

## Límites
- Al norte con el cantón Chaguarpamba
- Al sur con el cantón Paltas
- Al este con el cantón Catamayo
- Al oeste con los cantones Chaguarpamba y Paltas

## División política
El cantón Olmedo se divide en dos parroquias:
- Olmedo (cabecera cantonal)
- La Tingue